# Antonio Neri (Priester)

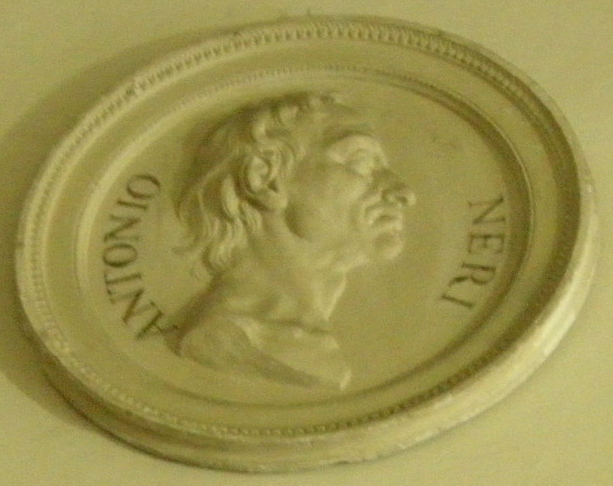
Neri gewidmete Medaille aus dem Museum La Specola in Florenz

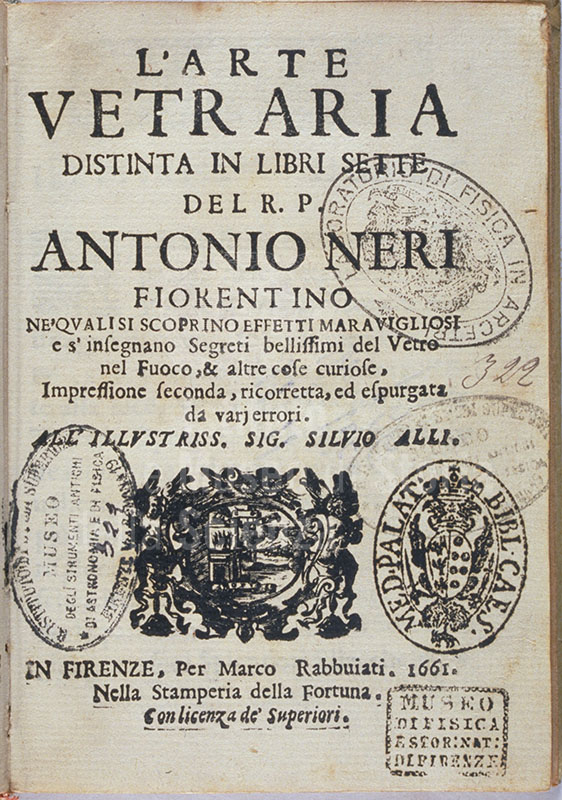
Titelseite der Neuausgabe von L’ arte vetraria (1661)

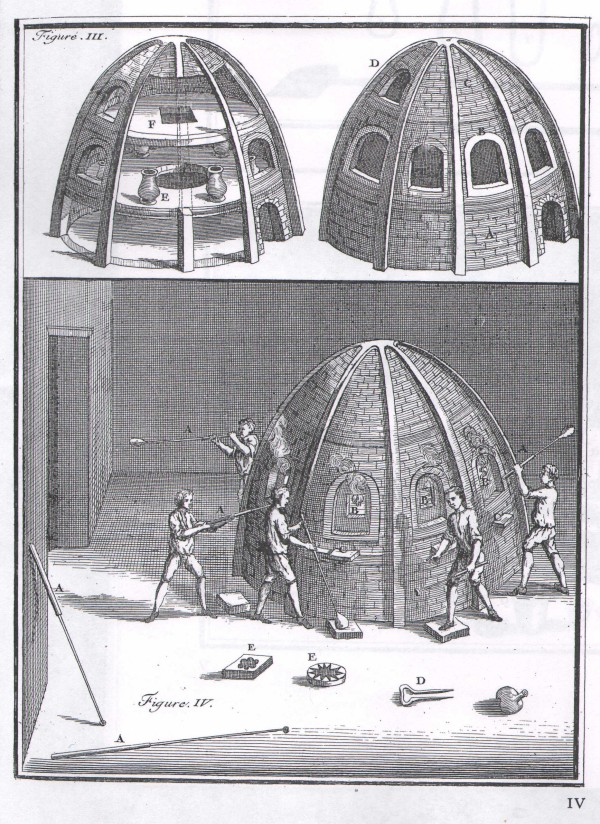
Abbildungen 3 und 4 aus Holbachs Art de la verrerie de Neri, Merret et Kunckel (1752)

Antonio Ludovic Neri (* 26. Februar 1576 in Florenz; † 1614 ebenda) war ein italienischer Priester und Glasmacher. Seine einzige Veröffentlichung, L’arte vetraria (1612), erschien zwei Jahre vor seinem Tod. Sie ist das erste Werk über Glasherstellung.

## Leben und Wirken
Neri war ein Sohn des Arztes Jacopo Neri und dessen Frau Dianora Parenti (* 1552). Zwischen 1585 und 1600 wurde er zum Priester geweiht. 1601 arbeitete Neri unter der Aufsicht von Niccolò Landi, einem Glasmacher aus Lucca. Dieser leitete die Glaswerkstatt im Casino Mediceo di San Marco, der Residenz von Antonio de’ Medici (1576–1621), einem Sohn von Francesco I. de’ Medici. Zu dieser Zeit lernte er den in Antwerpen ansässigen Handelskaufmann Emmanuel Ximenes (1564–1632) kennen. Neri begegnete ihm im Haus von Ximenes Schwester Beatrice und ihrem Ehemann Alamanno Bartolini in Florenz, wo Neri nach Angabe des Historikers Francesco Inghirami (1772–1846) als Erzieher tätig war.
1602 arbeitete Neri in Pisa mit Niccolò Sisti an einem Glasofen der Großherzog Ferdinando I. de’ Medici gehörte.
Nach Ximenez Abreise kam es zu einem umfangreichen Briefwechsel mit Neri. In der Biblioteca Nazionale Centrale di Firenze werden Abschriften von 26 Briefen aufbewahrt, die Ximenez zwischen dem 17. August 1601 und dem 31. Oktober 1603 an Neri schrieb.
Von 1604 bis 1611 hielt sich Neri als Gast von Ximenes in Antwerpen auf. Über seine Reiseroute von Pisa nach Antwerpen ist nichts gesichertes bekannt. Neben seinen Aufenthalten in Florenz, Pisa und Antwerpen ist nur ein Aufenthalt in Mechelen nachweisbar.

## L’arte vetraria
L’arte vetraria erschien 1612 in Florenz in einem Verlag der Buchdruckerfamilie Giunta unter dem vollständigen Titel L’arte vetraria distinta in libri sette […] Ne quali si scoprono, effetti maravigliosi, & insegnano segreti bellissimi del vetro nel fuoco & altre cose curiose. Das Werk ist in sieben „Bücher“ mit insgesamt 133 Kapiteln gegliedert, die jeweils eine Rezeptur zur Glasherstellung enthalten. Es ist Antonio de’ Medici gewidmet.

### Inhalt
Neri trug umfangreiche Informationen über die Glasherstellung zusammen. Es waren besonders seine Kenntnisse in der Herstellung unterschiedlicher Glassorten und des Zusatzes von Metalloxiden zur Glasschmelze für die Bildung farbiger Gläser, die ihn auszeichneten.

### Rezeption
Neris Originalausgabe von 1612 wurde mehrfach erweitert und ins Englische (1662), Lateinische (1668), Deutsche (1678, 1679) und Französische (1697) übersetzt.
Auf Anregung von Robert Boyle übersetzte Christopher Merret Neris Schrift. Er wiederholte die Experimente und fügte dem Werk eigene Beobachtungen hinzu, wodurch sich der Umfang des Werkes fast verdoppelte. Die Übersetzung wurde 1662 in London veröffentlicht. Die Übersetzung wurde ergänzt mit Robert Morays Experimenten an den Prince Ruperts Tropfen, über die er am 14. August 1661 vor der Royal Society berichtete.
Johannes Kunckel übersetzte Merretts Fassung 1679 ins Deutsche. Er kommentierte und ergänzte sie mit eigenen Beobachtungen, insbesondere über das Rubinglas. Begleitet wurde seine Übersetzung durch zahlreiche Kupferstiche. Bis zum Ende des 18. Jahrhunderts blieb Kunckels Übersetzung das Standardwerk zur Glasherstellung.
Karl III. von Spanien gab 1774 eine spanische Übersetzung von Paul Henri Thiry d’Holbachs Art de la verrerie de Neri, Merret et Kunckel (1752) in Auftrag. Die Übersetzung erfolgte durch Miguel Gerónimo Suárez y Núñez, wurde aber nie eigenständig veröffentlicht. Teile der Übersetzung erschienen in den ersten vier Bänden von Suárez Núñez’ Memorias instructivas y curiosas sobre (1778–1780).

## Schriften
Originalausgaben
- L’arte vetraria distinta in libri sette […]. Florenz 1612 (Digitalisat, Digitalisat, Digitalisat).
  - Neuausgabe: Florenz 1661.
  - 2. Auflage. Venedig 1663 (Digitalisat).
  - 3. Auflage. Venedig 1668.
  - 4. Auflage. Mailand 1817 (Digitalisat).

Übersetzungen
- L’art de la verrerie. Paris 1697 (Digitalisat) – übersetzt von Jean Haudicquer de Blancourt (um 1650–1703/1704).
  - The art of glass. London 1699 (Volltext, Digitalisat).
- Neri’s art of glass. 1826 (Digitalisat).

Erweiterte Übersetzungen
- The art of glass wherein are shown the wayes to make and colour glass, pastes, enamels, lakes, and other curiosities […]. London 1662 (Volltext, Digitalisat) – übersetzt und erweitert von Christopher Merret.
  - De arte vitraria libri septem. Amsterdam 1668 (Digitalisat, Digitalisat) – übersetzt von Andreas Frisius.
    - Neuausgabe. Amsterdam 1669.
    - 2. Auflage. Amsterdam 1681.
    - 3. Auflage. De arte vitraria libri VII. Amsterdam 1686 (Digitalisat).

  - Sieben Bücher: Handlend von der Künstlichen Glaß- und Crystallen-Arbeit, Oder Glaßmacher-Kunst, und alle dem jenigen, was dazu gehöre. Frankfurt / Leipzig 1678 (Digitalisat) – übersetzt von Friedrich Geißler.
  - Ars Vitraria Experimentalis, oder Vollkommene Glasmacherkunst […]. Frankfurt / Leipzig 1679 (Digitalisat und Volltext) – übersetzt und erweitert von Johannes Kunckel.
    - 2. Auflage. Frankfurt / Leipzig 1689 (Digitalisat).
    - 3. Auflage. Nürnberg 1743 (Digitalisat).
    - Art de la verrerie de Neri, Merret et Kunckel […]. Paris 1752 (Digitalisat) – übersetzt von Paul Henri Thiry d’Holbach.
    - Vollständige Glassmacherkunst […]. 2 Bände. Nürnberg 1756 (Band 1, Band 2).
    - Vollständige Glassmacherkunst […]. 2 Bände. Nürnberg 1785 (Band 1, Band 2).